# Martin Peters
Martin Stanford Peters (Plaistow, 8 novembre 1943 – Londra, 21 dicembre 2019) è stato un calciatore e allenatore di calcio inglese, di ruolo centrocampista.
Assieme a Geoff Hurst, Kenny Brown, William Bonds e Frank Lampard senior, è primatista di presenze (15) col West Ham nelle competizioni calcistiche europee.
Fu uno dei 22 campioni del mondo al campionato del mondo 1966, organizzato in Inghilterra. Segnò la rete del momentaneo 2-1 nella controversa finale di Wembley (4-2 dts il risultato conclusivo). Il suo selezionatore Alf Ramsey disse che il suo modo di giocare ed intendere il calcio fosse dieci anni avanti rispetto a quello dei colleghi.
È stato infatti il prototipo di centrocampista completo: bravo negli inserimenti, dotato tecnicamente con entrambi i piedi e nel gioco aereo, abile a calciare le punizioni, ma anche ordinato tatticamente e incline al sacrificio in fase difensiva. Era così versatile che durante la carriera ricoprì ogni ruolo, anche quello di portiere (a causa dell'infortunio di Brian Rhodes).

## Palmarès

### Club
- Coppa d'Inghilterra: 1

West Ham: 1963-1964
- Coppa di Lega inglese: 2

Tottenham: 1970-1971, 1972-1973
- Coppa delle Coppe: 1

West Ham: 1964-1965
- Coppa UEFA: 1

Tottenham: 1971-1972
- Coppa di Lega Italo-Inglese: 1

Tottenham: 1971

### Nazionale
- Campionato mondiale: 1

Inghilterra 1966